# Yevhen Pavlovych Hrebinka
Yevhen Pavlovych Hrebinka (tiếng Ukraina: Євген Павлович Гребінка; tiếng Nga: Евге́ний Па́влович Гребёнка, 2 tháng 2 năm 1812 – 15 tháng 12 năm 1848) – là nhà thơ, nhà văn Ukraina và Nga. Ông sáng tác bằng tiếng Ukraina và tiếng Nga.

## Tiểu sử
Yevhen Hrebinka sinh ở Ubizhyshche, tỉnh Poltava trong một gia đình địa chủ. Những năm 1825 – 1831 học ở trường gymnazy Ubizhyshche và bắt đầu làm thơ, viết kịch và truyện ngụ ngôn. Từ năm 1831 đến năm 1833 phục vụ trong trung đoàn Cô-dắc của vùng tiểu Nga. Từ năm 1834 chuyển về Saint Petersburg dạy học ở các trường của quân đội Nga hoàng. Tham gia các nhóm văn học, làm quen với nhiều nhà văn, nhà thơ, nhà phê bình nổi tiếng ở Saint Petersburg. Hrebinka là một trong những người đầu tiên đánh giá cao tài năng của Taras Shevchenko và cùng tham gia bỏ tiền mua tự do cho Taras Shevchenko.
Yevhen Hrebinka bắt đầu in sách từ năm 1831 (dịch chương 1 trường ca Poltava của Puskin ra tiếng Ukraina, dịch đầy đủ năm 1836). Năm 1835 in một số truyện như: Малороссийское предание và Сто сорок пять… bắt đầu gây được sự chú ý của dư luận. Thơ lãng mạn của Hrebinka mang màu sắc hoài cổ và một tình yêu quê hương, tình hữu nghị của hai dân tộc: Nga và Ukraina. Những bài thơ nổi tiếng nhất của Hrebinka được phổ nhạc, có ảnh hưởng sâu rộng đến mọi tầng lớp trong xã hội Nga và đã được dịch ra tiếng Việt dưới đây.

## Tác phẩm
- Будяк та коноплиночка
- Ведмежий суд
- Горобці да вишня
- Дядько на дзвониці
- Кулик (1840)
- Лебедь і гуси
- Пшениця
- Рибалка
- Українська мелодія
- Чайковський (1843)
- Човен (1833
- Записки студента (1841)
- Нежинский полковник Золотаренко (1842)
- Богдан (1843)
- Приключения синей ассигнации (1847)

Các tuyển tập:
- Полное собрание сочинений под ред. Н. Гербеля, т. 1—5, Санкт-Петербург 1862;
- Твори, т. 1—5, К., 1957;
- Вибране, К., 1961;
- Избранное, вступ. ст. С. Зубкова, К.. 1964.

## Một vài bài thơ
| Những đôi mắt đen Những đôi mắt đen, đôi mắt đắm đuối! Những đôi mắt đen tuyệt đẹp, cháy bừng! Ta yêu mến và ta sợ hãi! Khi nhìn mắt trong giờ phút dữ dằn! Không ngẫu nhiên mắt đen hơn vực thẳm! Theo lòng mình ta nhìn thấy màu tang Thấy ngọn lửa trong mắt đầy chiến thắng Và một con tim tội nghiệp cháy bừng. Nhưng mà ta không đau khổ, chẳng buồn Bởi vẫn từng an ủi ta phận số: Rằng những gì tốt đẹp nhất trần gian Ta hiến dâng cho đôi mắt rực lửa! Bài ca Ngày ấy tôi là thiếu nữ ngây thơ Ngày quân đội hành quân đi đâu đó Một buổi chiều. Tôi đứng trước cổng nhà Đội kỵ mã đang tiến trên đường phố. Chàng quý tộc đến gần bên cánh cổng "Người đẹp ơi, uống nước!" – chàng bảo tôi Chàng uống nước và chàng bắt tay tôi Và hôn tôi, tấm lưng chàng cúi xuống. Rồi chàng đi… tôi nhìn theo bước chân Nóng trong người, đôi mắt tôi vẩn đục Tôi không làm sao ngủ được suốt đêm Và suốt đêm mơ về chàng quý tộc. Một ngày gần đây – tôi thành góa phụ Bốn cô con gái đã đi lấy chồng Có vị tường ghé thăm nhà một hôm Đầy vết thương, tôi nghe người than thở… Tôi nhìn xem – và bỗng thấy rùng mình Đấy chàng quý tộc trẻ trung ngày trước Vẫn giọng nói, vẫn lửa trong ánh mắt Chỉ có điều mái tóc chẳng còn xanh. Thế là tôi lại không ngủ suốt đêm Suốt đêm tôi lại trở thành thiếu nữ. Bản dịch của Nguyễn Viết Thắng | Черные очи Очи черные, очи страстные! Очи жгучие и прекрасные! Как люблю я вас! Как боюсь я вас! Знать, увидел вас я в недобрый час! Ох, недаром вы глубины темней! Вижу траур в вас по душе моей, Вижу пламя в вас я победное: Сожжено на нем сердце бедное. Но не грустен я, не печален я, Утешительна мне судьба моя: Все, что лучшего в жизни бог дал нам, В жертву отдал я огневым глазам! Песня Молода еще девица я была, Наша армия в поход куда-то шла. Вечерело. Я стояла у ворот - А по улице все конница идет. К воротам подъехал барин молодой, Мне сказал: "Напой, красавица, водой!" Он напился, крепко руку мне пожал, Наклонился и меня поцеловал... Он уехал... долго я смотрела вслед,- Жарко стало мне, в очах мутился свет, Целу ноченьку мне спать было невмочь: Раскрасавец барин снился мне всю ночь. Вот недавно - я вдовой уже была, Четырех уж дочек замуж отдала - К нам заехал на квартиру генерал, Весь простреленный, так жалобно стонал... Я взглянула - встрепенулася душой: Это он, красавец барин молодой; Тот же голос, тот огонь в его глазах, Только много седины в его кудрях. И опять я целу ночку не спала, Целу ночку молодой опять была. |